# 何翔
何翔，中华人民共和国政治人物、全国脱贫攻坚先进个人。

## 生平
何翔任湖北省农业农村厅发展规划处一级主任科员。因在脱贫攻坚战中作出突出贡献，2021年2月25日全国脱贫攻坚总结表彰大会上，何翔被授予“全国脱贫攻坚先进个人”。